# Szklarska Poręba
Szklarska Poręba [ˈʃklarska pɔˈrɛmba] (deutsch: Schreiberhau) ist eine Stadt im Powiat Jeleniogórski in der Woiwodschaft Niederschlesien in Polen. Neben Karpacz (Krummhübel) ist sie der zweite bedeutende Ort im Riesengebirge und ein Zentrum des Tourismus. Die Stadt gehört der Euroregion Neiße an.

## Geographie
Szklarska Poręba liegt zwischen dem Nordhang des Riesengebirges und den östlichen Ausläufern des Isergebirges. Der höchste Berg der Stadt ist die 1362 m hohe Reifträger (polnisch Szrenica). Der südwestliche Stadtteil Jakuszyce (Jakobsthal) liegt am Neuweltpass (Przełęcz Szklarska; tschechisch Novosvětský průsmyk) in 886 m Höhe. Einen Kilometer südlich der Passhöhe befindet sich der Grenzübergang zwischen Polen und Tschechien an der Europastraße 65.

## Geschichte

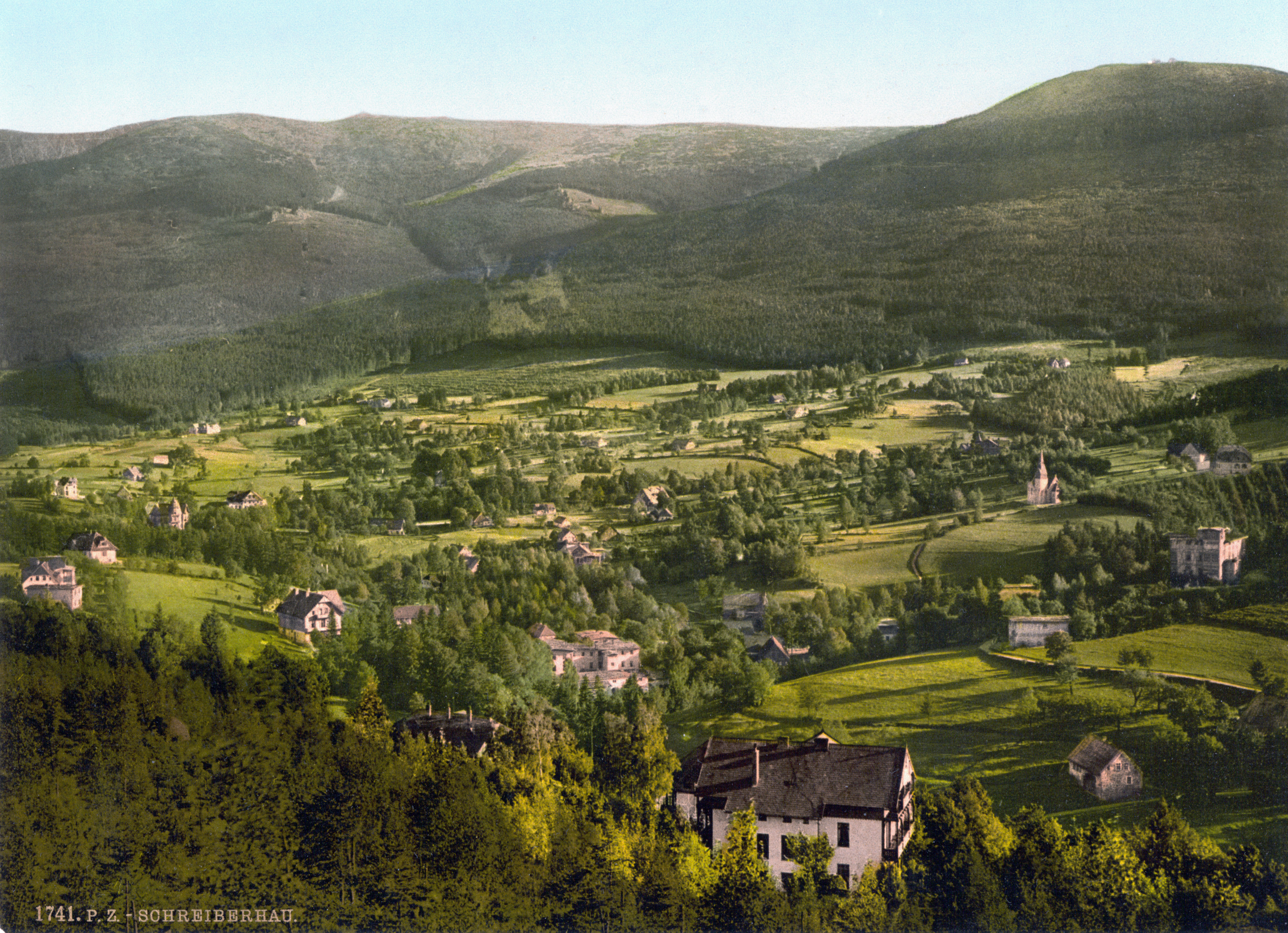
Schreiberhau um 1900

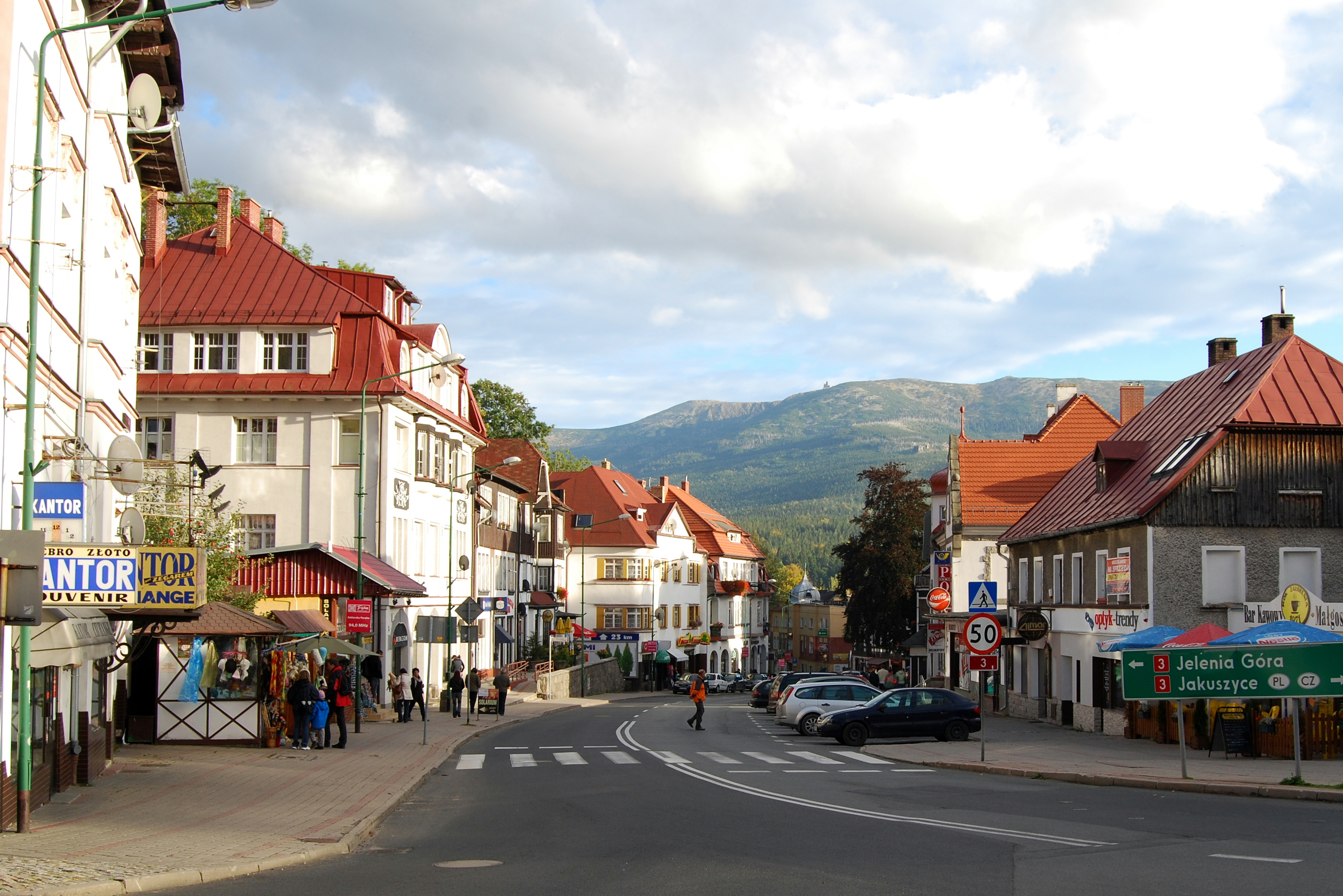
Zentrum im Stadtteil Szklarska Poręba Górna

Schreiberhau, dessen Ortsname sich auf die mittelalterliche Rodung bezieht, wurde erstmals 1366 als „Schribirshau“ erwähnt und 1372 als „Schreibershow“ bezeichnet. Es gehörte zum Herzogtum Schweidnitz-Jauer, das nach dem Tod des Herzogs Bolko II. von Schweidnitz 1368 erbrechtlich an die Krone Böhmen fiel, wobei Bolkos II. Witwe Agnes von Habsburg bis zu ihrem Tod 1392 ein Nießbrauch zustand.
Vom Mittelalter bis 1945 befand sich der gesamte schlesische Teil des Riesengebirges wie auch des Isergebirges im Besitz der Grafen Schaffgotsch. 1545 bemühten sich diese, denen auch Schreiberhau gehörte, vergeblich um die Ernennung zu einer Bergstadt. In der zweiten Hälfte des 16. Jahrhunderts kamen zahlreiche Einwanderer aus Böhmen, wo sie wegen ihres evangelischen Glaubens verfolgt wurden (Exulanten). Nach dem Ersten Schlesischen Krieg fiel Schreiberhau 1742 zusammen mit dem größten Teil Schlesiens an Preußen. Nach der Neugliederung Preußens gehörte es seit 1815 zur Provinz Schlesien und war zwischen 1816 und 1945 dem Landkreis Hirschberg eingegliedert, mit dem es bis 1945 verbunden blieb. Schreiberhau bildete eine eigene Landgemeinde und war Sitz des gleichnamigen Amtsbezirks. Im 19. Jahrhundert entwickelte es sich zu einem beliebten Erholungs- und einem bekannten Wintersportort.
Als Folge des Zweiten Weltkriegs fiel Schreiberhau 1945 mit dem größten Teil Schlesiens unter polnische Verwaltung. Nachfolgend wurde es in Szklarska Poręba umbenannt und der Woiwodschaft Schlesien angeschlossen. Die deutsche Bevölkerung wurde, soweit sie nicht vorher geflohen war, weitgehend vertrieben. Die neu angesiedelten Bewohner waren teilweise Zwangsumgesiedelte aus Ostpolen, das an die Sowjetunion gefallen war. Vom 22. bis 27. September 1947 fand in Szklarska Poręba die Gründungskonferenz des Kommunistischen Informationsbüros Kominform statt. 1954 wurde Szklarska Poręba zu einer stadtartigen Siedlung und 1959 zur Stadt erhoben. Der Tourismus ist der größte Wirtschaftsfaktor dieses Ortes, wobei wegen der schneesicheren Lage der Wintersport eine besondere Rolle spielt. Die Stadt verfügt über rund 9000 Gästebetten.

### Glasindustrie

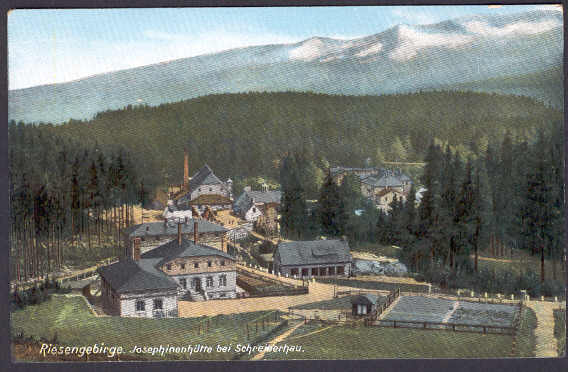
Josephinenhütte im Ortsteil Weißbachtal um 1900

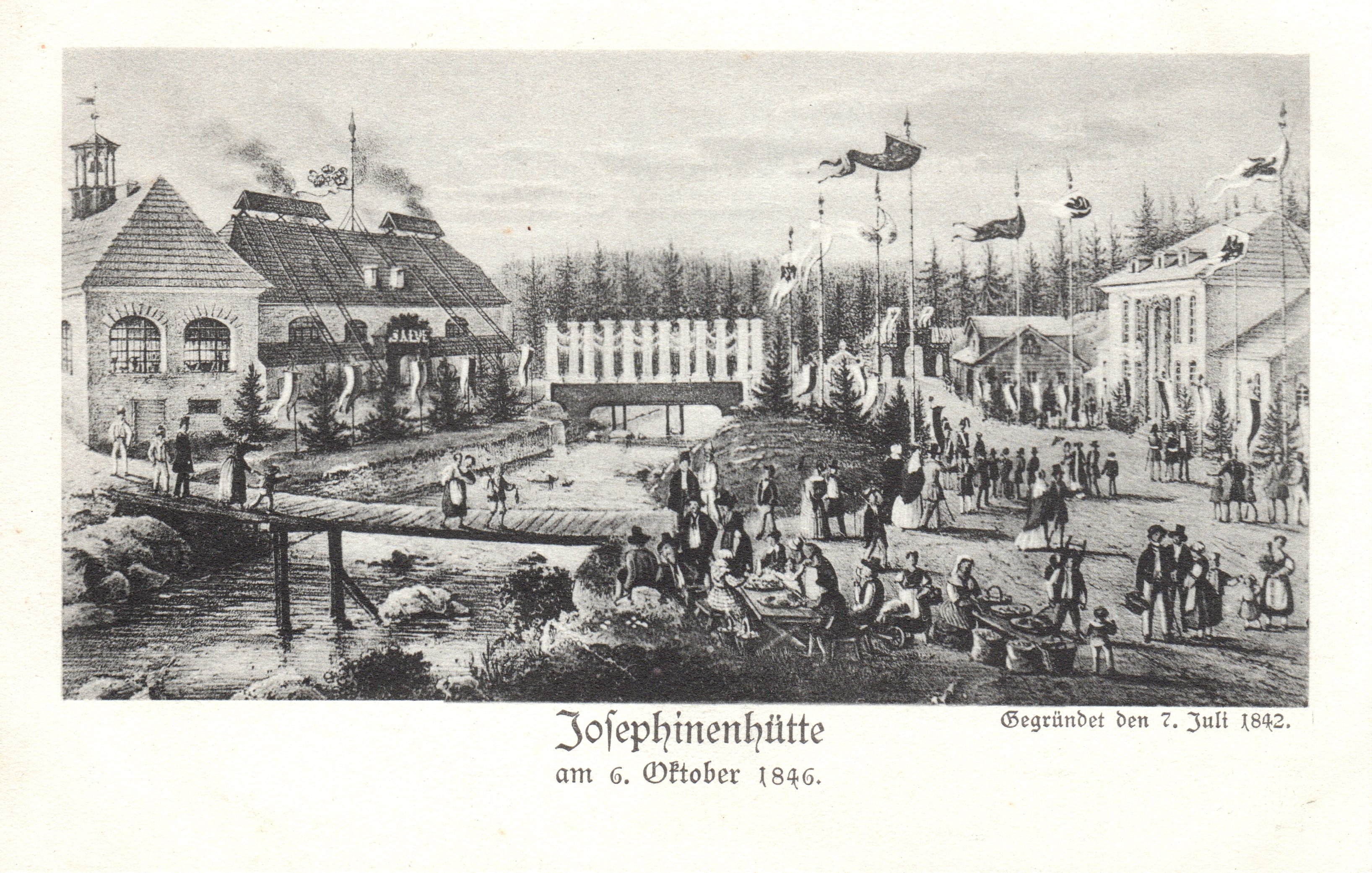
Eintrittskarte zur Besichtigung der Josephinenhütte von 1928

Bereits 1366 bestand in Schreiberhau eine Glashütte, die im Laufe der Jahrhunderte tiefer in das Gebirge verlegt wurde. 1575 gründete der aus Kreibitz in Nordböhmen stammende Johann Friedrich eine neue Glashütte in Schreiberhau. Dessen Vater Christoph Friedrich betrieb seit 1545 eine Glashütte im unweit gelegenen Kindelsdorf.
Die Schaffgotschsche Grundherrschaft erteilte 1617 einer weiteren aus Böhmen eingewanderten Glasmacherfamilie (Preußler) die Erlaubnis zum Bau und Betrieb einer Glashütte. Die Preußlers betrieben die Hütte über 200 Jahre.
1754 gründeten die Preußler die Carlsthalhütte, heute die zu Jakuszyce gehörende Wüstung Orle im Isergebirge.
1839 und 1840 ließ die preußische Regierung in Liegnitz den Gewerbedezernenten Alexander von Minutoli Berichte über die Glasfabrikation und den Handel in Niederschlesien anfertigen. Er äußerte sich besonders positiv über den begabten Glasmacher Franz Pohl, den Schwiegersohn des letzten Preußler. Auf Anregung des Gewerbedezernenten wurde für Franz Pohl 1841 in Ober-Schreiberhau/ Ortsteil Weißbachtal durch die Grundherren Schaffgotsch eine dritte Glashütte gegründet. Sie wurde am 7. Juli 1842 eröffnet und nach der Gräfin Josephine von Schaffgotsch als „Josephinenhütte“ bezeichnet. Deren Leiter war bis 1882 Franz Pohl. Die Josephinenhütte entwickelte sich zu dem bedeutendsten Industriebetrieb des Ortes. Franz Pohls weiß-opake Kristallemail-Gläser und die mit farbigen Einlagen in Spitzenfiligran-Technik wurden auf diversen internationalen Ausstellungen gezeigt und bis nach England verkauft.
Die Hütte war bis 1923 im Besitz der Familie Schaffgotsch. Im selben Jahr erfolgte die Zusammenlegung mit der Heckertschen Glashütte in Petersdorf und der Hermsdorfer Firma Neumann & Staebe zu der „Josephinenhütte A. G.“, die bis 1945 in Betrieb blieb. Nach dem Übergang der Verwaltung an die Volksrepublik Polen wurde die Produktion in Schreiberhau schon ab 1946 fortgeführt, wobei ein Teil der alten Belegschaft teils unter Zwang, teils aufgrund materieller Anreize, weiterhin tätig war. Nach einem verlorenen Prozess gegen die von Friedrich Schaffgotsch gegründete „Neue Josephinenhütte“ in Schwäbisch Gmünd musste die Firma 1956 ihren Namen in „Huta Szkła Julia“ ändern. Die Hütte ist heute stillgelegt. Kleinere Betriebe in der Region führen die Glasmachertraditionen fort.

## Sehenswürdigkeiten
- Museum „Carl und Gerhart Hauptmann Haus“ (Dom Carla i Gerharta Hauptmannów) in Mittelschreiberhau
- Die Friedhofskirche St. Maria Rosenkranz (Kośćiół MB Różańcowej) wurde ursprünglich als Corpus-Christi-Kirche geweiht und erstmals 1488 erwähnt. Im 17. Jahrhundert wurde sie neu errichtet und 1888 umgebaut. Hauptaltar und Kanzel stammen aus dem zweiten Viertel des 17. Jahrhunderts. An den Außenwänden befinden sich Epitaphien verstorbener Mitglieder der Glasmacherfamilie Preußler (u. a. C. C. Preußler, † 1803).
- In der Kirche Kościół Bożego Ciała sind Bilder von Vlastimil Hofman zu sehen.
- Die römisch-katholische Filialkirche Unbeflecktes Herz Mariä (Kościół Niepokalanego Serca NMB) im Ortsteil Nieder-Schreiberhau wurde 1755 vom Baumeister Christian Feister als evangelisches Gotteshaus erbaut. Im Inneren befinden sich Emporen, die mit dem Kanzelaltar verbunden sind. Die Kristalllüster wurden von ortsansässigen Kristallschleifern im 18. und 19. Jahrhundert geschaffen.
- Hüttenhalle der ehemaligen Josephinenhütte im Tal des Flusses Zacken (Kamienna) mit den Glasöfen von 1841 und einem vorgelagerten Portalbau.
- Zahlreiche Wohnhäuser und Villen in der ehemaligen Künstlerkolonie Schreiberhau.
- Der Zackelfall (Wodospad Kamieńczyka) ist der höchste Wasserfall in den polnischen Sudeten.

## Verkehr
Die Stadt liegt an der Europastraße 65, die vom Ostseehafen Stettin nach Prag verläuft.
Die früher als Zackenbahn bezeichnete Bahnlinie, die von Jelenia Góra kommt, hat mehrere Halte in Szklarska Poręba. Nach jahrzehntelanger Unterbrechung fährt diese seit 2010 wieder bis ins tschechische Tanvald (Tannwald).

## Sport
1925 fanden die Winterspiele der 1. Arbeiterolympiade in Schreiberhau statt,
Auf der 1500 m langen Zackelfall-Bobbahn des Ortes wurden 1932 die deutschen Meisterschaften ausgetragen, bei welchem sich ein Unglück ereignet hatte: der Vierer-Bob kam nach einem Steuerbruch von der Bahn ab, stürzte einen Hang hinunter und verletzte nahe stehende Zuschauer. Zwei Personen kamen zu Tode und zwanzig wurden erheblich verletzt. Die Veranstaltung wurde abgebrochen.
Trotzdem wurde 1933 die Bob-Weltmeisterschaft hier organisiert. In den Jahren 1921, 1932, 1933 und 1935 fanden in Schreiberhau die deutschen Rennrodelmeisterschaften statt.
Im 21. Jahrhundert findet in Jakuszyce bei Szklarska Poręba mit dem Bieg Piastów ein Skimarathon der Worldloppet-Serie statt.
Am 18./19. Januar 2014 war hier eine Station des Skilanglauf-Weltcups.

## Persönlichkeiten

### Söhne und Töchter der Stadt
- Joseph Partsch (1851–1925), Geograph
- Max Standfuß (1854–1917), Theologe und Entomologe
- Carl Partsch (1855–1932), Chirurg
- Paul Gerhardt (1867–1941), Sonderpädagoge und Schriftsteller
- Hans Tichy (1888–1970), Balneologe und Rheumatologe
- Michael Uhlig (1896–1966), Maler der Künstlergilde St. Lukas
- Gotthard Feist (1906–1993), Gewerkschaftsfunktionär (FDGB)
- Gerhard Kosel (1909–2003), Architekt des Berliner Fernsehturms
- Wolfgang Menzel (1935–2023), Germanist und Pädagoge
- Heinz Schirnig (* 1937), Prähistoriker und Museumsdirektor
- Ulrich von Dobschütz (* 1940), Schauspieler, Regisseur, Autor, Filmproduzent und Dokumentarfilmer
- Roswitha Emonts-Gast (* 1944), belgische Leichtathletin
- Klaus Funke (1944–2024), Physikochemiker
- Renate Heldt (* 1944), Leichtathletin
- Claudia Keller (* 1944), Schriftstellerin
- Bernd Ohnesorge (1944–1987), Tierpräparator und Agent
- Reinhard Rüchel (1944–2013), Hochschullehrer und Forscher

### Weitere mit dem Ort verbundene Personen
- Ernst Bail (1871–1951), Ministerialbeamter und Wirtschaftsjurist
- Wanda Bibrowicz (1878–1954), aus Polen stammende, in Deutschland wirkende Malerin und Bildwirkerin
- Wilhelm Bölsche (1861–1939), Schriftsteller
- Hanns Fechner (1860–1931), Maler, Grafiker, Medailleur und Schriftsteller
- Felix Gasbarra (1895–1985), Schriftsteller
- Carl Hauptmann (1858–1921), Schriftsteller
- Gerhart Hauptmann (1862–1946), Schriftsteller, Nobelpreisträger
- Hermann Hendrich (1854–1931), Maler
- Wlastimil Hofman (1881–1970), Maler
- John Henry Mackay (1864–1933), Dichter
- Arthur Mallison (1854–1929), Verwaltungsjurist und Eisenbahndirektionspräsident
- Hans Emil Oberländer (1885–1944), Maler
- Ilse Reicke (1893–1989), Schriftstellerin, Journalistin und Feministin
- Werner Sombart (1863–1941), Soziologe
- Hermann Stehr (1864–1940), Schriftsteller

## Partnerstädte
- Bad Harzburg, Niedersachsen
- Harrachov, Riesengebirge, Tschechien
- Kořenov, Isergebirge, Tschechien